# Sankt Georgs kyrka, Babrujsk
Sankt Georgs kyrka eller Helige Georgs kyrka, (belarusiska: Свято-Георгиевский храм/Svjato-Georgievskij hram) är en belarusisk-ortodox kyrkobyggnad belägen i staden Babrujsk, i länet Mahiljoŭs voblast, i Belarus.
Kyrkan är helgad åt den romerske martyren, soldaten och helgonet Sankt Göran och tillhör Babrujsks stift.

## Historik
Sankt Georgs kyrka i Babrujsk började byggas 1905 och stod färdig 1907. Kyrkan invigdes samma år av biskop Michail Temnorusov av Minsk och Turaŭ.
1928 togs kyrkan av kommunisterna i Sovjetunionen. Byggnaden var i deras händer i nästan 70 år.
Under tiden som kyrkobyggnaden var i kommunisternas händer förstördes bland annat klocktornet. Efter andra världskriget användes byggnaden som ett bibliotek och en matsal, som var uppkallade efter Vladimir Lenin.
Kyrkan återlämndes 1990.
Efter att kyrkan hade blivit återlämnad till den belarusisk-ortodoxa kyrkan genomgick den restaureringar.
1992 påbörjades byggandet av klocktornet i september samma köptes klockorna. I mars 1993 restes tornets valmata tak med en kupol med ett ortodoxt kors på toppen.
1995 putsades kyrkan. Dörrar och fönster installerades också.

## Inventarier
Samma år som kyrkan putsades installerades en snidad ikonostas.

## Övrigt
1916 fick kyrkan ett besök av tsar Nikolaj II.

## Bilder

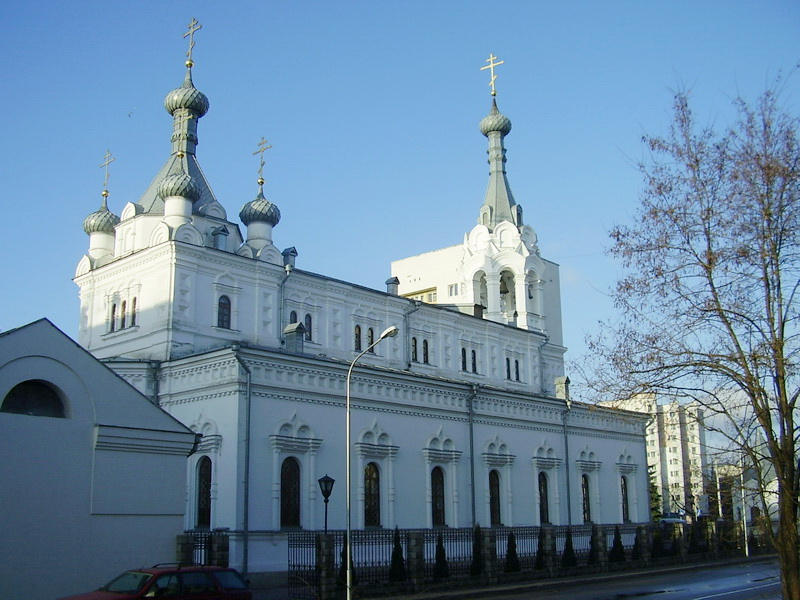
Kyrkans baksida.